# Comuna Romanivka, Ternopil
Romanivka (în ucraineană Романівка) este o comună în raionul Ternopil, regiunea Ternopil, Ucraina, formată din satele Anhelivka și Romanivka (reședința).

## Demografie
Componența lingvistică a comunei Romanivka
     Ucraineană (99,31%)
     Alte limbi (0,61%)
Conform recensământului din 2001, majoritatea populației comunei Romanivka era vorbitoare de ucraineană (99,31%), existând în minoritate și vorbitori de alte limbi.